# Ludwig Robert

Porträt von 1823 aus der Sammlung Varnhagen mit Zusatz K. A. Varnhagens: „Sehr ähnlich!“

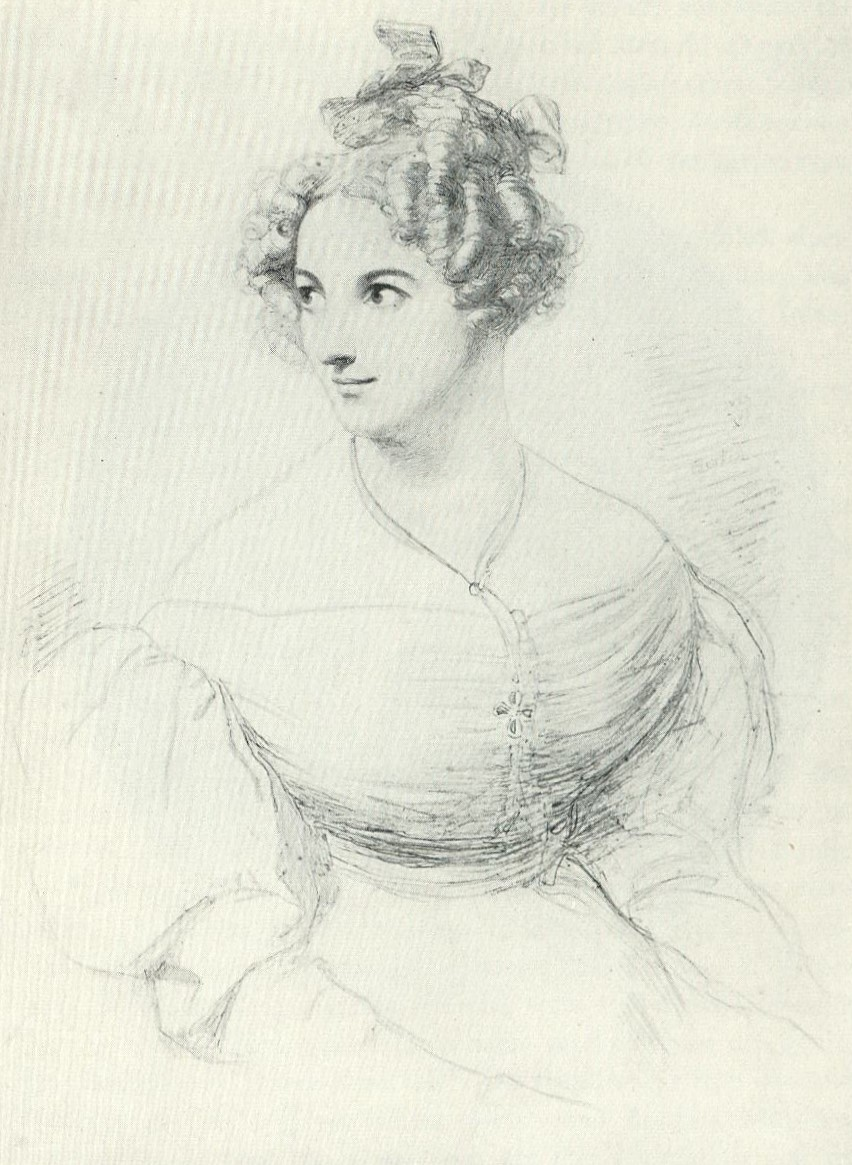
Wilhelm Hensel: Friederike Robert

Ernst Friedrich Ludwig Robert (auch Robert-Tornow; * 16. Dezember 1778 in Berlin als Liepmann Levin; † 5. Juli 1832 in Baden-Baden) war ein deutscher Dramatiker, Erzähler, Lyriker, Publizist und Übersetzer. Er war der jüngere Bruder Rahel Varnhagens.

## Biographie

### Familie, Ausbildung
Ludwig Robert entstammte der jüdischen Familie Levin. Sein Vater war der Münzkommissar, Juwelenhändler und Geldverleiher Levin Markus (auch Loeb Cohen, 1723–1790), seine Mutter Chaie (gest. 1809) war die Tochter des Moses Tobias. Wie seine Geschwister Rahel (1771–1833), Markus Theodor (Mordechai, 1772–1826), Rose (1782–1853) und Moritz (Meyer, 1785–1846) nahm auch er nach dem Tod des Vaters den Namen der erloschenen Familie Robert aus Tornow an (erstmals bezeugt 1796, amtlich 1812). Robert lernte schon im Elternhaus französische Konversation und wurde vermutlich auch musikalisch ausgebildet, besuchte dann das Französische Gymnasium in Berlin und ging widerwillig von 1794 bis 1796 nach Breslau und Hamburg, um eine kaufmännische Ausbildung zu absolvieren.
Angeregt durch die Salongeselligkeit seiner Schwester Rahel und als Verehrer von Goethe, den er 1804 besuchte, und Johann Heinrich Voß begann er zu schreiben, trat dem die Berliner Romantik repräsentierenden Nordsternbund bei und trug zu dem von Varnhagen und Chamisso herausgegebenen Musenalmanach bei. Befreundet war Robert auch mit Ludwig Tieck und Heinrich von Kleist, den er bei der Arbeit am Käthchen von Heilbronn unterstützte. Nach längeren Aufenthalten in Amsterdam und Paris und einem kurzen Studium, bei dem er den zeitlebens von ihm verehrten Philosophen Fichte, den Naturphilosophen Steffens und den Philologen Friedrich August Wolff hörte, widmete er sich vorwiegend dem Theater.

### Erfolge und Anfeindungen
1804 erlebte seine Bearbeitung der Überbildeten nach Molière die Uraufführung in der Inszenierung von Iffland am Berliner Nationaltheater am Gendarmenmarkt. Auf die 1806 in Berlin aufgeführte Zauberoper Die Sylphen mit Musik von Friedrich Heinrich Himmel reagierten „die Berlinischen Staats- und Gelehrtenkritiker“ mit antijüdischen Vorurteilen: „Da der Verfasser ein Jude ist, so können Sie sich denken daß er sich alles muß bieten lassen, da er noch obenein zu den poetischen Poeten gehört“, heißt es in einem Brief von Zelter an Goethe, Nichtsdestoweniger thematisierte Robert in mehreren Werken die Außenseiterrolle der Juden in der christlichen Mehrheitsgesellschaft, so in Die Macht der Verhältnisse und in seinem Gedicht Jude und Christ (1816). In Kassius und Phantasus oder der Paradiesvogel (1821) ließ Robert auch Personen mit jiddischem Sprachklang auftreten.
Obwohl auch Goethe nicht frei war von Ressentiments und gegen alttestamentliche Judengestalten auf der Bühne „keine Abneigung, aber eine Unneigung“ empfand, brachte er das Historiendrama Die Tochter Jephta's 1811 auf die Weimarer Hofbühne und trug damit zum Durchbruch des Bühnenautors bei. Libretti verfasste Robert beispielsweise für Anselm Weber, Carl Maria von Weber, Louis Spohr und Felix Mendelssohn Bartholdy. In den Salons von Berlin waren die teilweise improvisierten satirischen Gedichte bekannt und gefürchtet, die Robert als Akrostichon mit den Namen von Teilnehmern der Geselligkeit dichtete und diese zugleich karikierte und treffend charakterisierte. Berühmt wurde das Akrostichon Hofrätin Jette Herz auf die Salonière Henriette Herz: „Junonische Riesin, / Egypt'sche Marquisin, / Tugend verübend, / Treuer, als liebend, / Entzückt mit Gewalt. / Hundertfach herzlos, / Edel und schmerzlos, / Rüstig und kalt, / Zu jung für so alt.“

### Publizistik und Diplomatie
Für Cottas Morgenblatt für gebildete Stände schrieb Robert zahlreiche Feuilletons und Theaterkritiken. Von 1813 bis 1814 war er Attaché der russischen Gesandtschaft am württembergischen Hof. Den Freiheitskriegen gegen Napoleon blieb er fern, weil ihm „qua Jude 35 Jahr lang verbothen war Muth zu haben“, doch seine patriotische Lyrik, die er 1817 unter dem Titel Kämpfe der Zeit veröffentlichte und mit einer Zueignung an Fichte versah, fand großen Anklang.
Im Jahr 1815 erschien auch sein erfolgreichstes Trauerspiel Die Macht der Verhältnisse. Es handelt von einem jungen Schriftsteller namens Weiß, der die ständischen Vorrechte des Adels anerkennt und von einem adligen Offizier eine Ohrfeige erhält. Er fordert den Gegner im Duell, weil er glaubt, die Ehre stehe über den Ständen. Als er vom Offizierskorps nicht als satisfaktionsfähig anerkannt wird, erschießt er den Offizier. Während Weiß inhaftiert ist, entdeckt der Vater des ermordeten Offiziers, ein Minister, dass auch der Mörder seines Sohnes sein (unehelicher) Sohn ist und söhnt sich mit Weiß aus. Dieser hatte als Märtyrer der Ehre auf dem Schafott sterben wollen, nun bittet er den neugefundenen Vater um Gift und wählt den Freitod. Der erste Teil des Dramas wurde unter dem Eindruck der Auseinandersetzung von Achim von Arnim mit dem Buchhändler Moritz Itzig geschrieben.
Als Übersetzer, der freundschaftlich mit Benjamin Constant und Victor Cousin verkehrte und Autoren wie Racine, Alexandre Duval und Pierre Baour de Lormian übersetzte sowie deutsche Klassiker für die Pariser Bühnen bearbeitete, nahm Robert eine wichtige Vermittlerrolle zwischen Deutschland und Frankreich ein.

### Ehe mit Friederike Primavesi geb. Braun
1817 lernte er beim Buchhändler Gottlieb Braun dessen Schwester Friederike kennen, die mit siebzehn Jahren einem reisenden italienischen Schmuckhändler namens Primavesi in Schwäbisch Hall angetraut worden war. Primavesi soll die junge Frau ihrer auffallenden Schönheit wegen auf Jahrmärkten gezeigt und zur Prostitution gezwungen haben. Ludwig Robert verhalf ihr in einem aufsehenerregenden Prozess zur Scheidung und ließ sich im Frühjahr 1819 taufen, um sie mit Einwilligung ihrer Familie heiraten zu können. Das Paar lebte abwechselnd in Dresden, Berlin und Paris; Friederike Robert wurde von Autoren wie Holtei, Tieck und vor allem von Heinrich Heine gerühmt, der ihr Gedichte (Ich lieb' eine Blume und weiß nicht welche), einen Sonettenkranz sowie sein Werk Ideen. Das Buch Le Grand widmete.
In Süddeutschland, wo er sich mittlerweile niedergelassen hatte, erlebte Ludwig Robert im August 1819 die judenfeindlichen sogenannten Hep-Hep-Krawalle und verfasste für seine Schwester Rahel einen eindrucksvollen Augenzeugenbericht: „Wie verderbt die Menschen aber sind und wie wenig Sinn sie für Recht und Gesetz, ich will nicht sagen für Menschenliebe haben, das sieht man daraus, daß sich über alle diese Vorfälle gar keine Indignation ausspricht, nicht ein Mal in den öffentlichen Blättern.“ Unter diesem Eindruck beurteilte Robert auch die mit der Julirevolution von 1830 einhergehenden Aufstände skeptischer als Heine, den er trotz mancher Differenzen für den größten und sogar einzigen lebenden Dichter hielt.

### Die letzten Jahre
1827 gründete Robert in Berlin den Verein Berliner Bühnendichter und bearbeitete Kleists Der Prinz von Homburg für das Königliche Schauspielhaus. Der Erfolg seiner Geburtstagsrede auf den preußischen Kronprinzen wurde 1830 von einer literarischen Intrige überschattet.
Seine letzten Lebensjahre verbrachte Robert zurückgezogen in Baden-Baden und brachte kurz vor seinem Tod noch das Festspiel Zu Goethe's Todtenfeier auf die Karlsruher Hofbühne. Nach der Rückkehr von einem Berlin-Aufenthalt erkrankte Ludwig Robert 1832 an einem durch Typhus verursachten Nervenfieber; die Witwe litt vermutlich an der gleichen Krankheit und folgte ihm wenige Wochen später in den Tod.
Der Nachlass des Ehepaars Robert findet sich größtenteils in der Sammlung Varnhagen und kam 1881 in die Königliche Bibliothek in Berlin. Bücher von Ludwig Robert enthält die Bibliothek Varnhagen im Bestand der Staatsbibliothek zu Berlin. Handschriftliche Lebenszeugnisse, Zeitungsausschnitte von Artikeln Ludwig Roberts und wenige Manuskripte befinden sich dagegen auf Grund der Kriegsverlagerungen gegenwärtig in der Bibliotheka Jagiellońska in Krakau.

## Werke von Ludwig Robert

### Bühnenstücke
- Die Überbildeten. Lustspiel nach Molière. Bloch, Berlin 1826. Uraufführung 1804.
- Die Wette. Singspiel, Uraufführung 1805
- Die Sylphen. Zauberoper nach Gozzi. Werkmeister, Berlin 1906 Uraufführung 1806 Digitalisat und Volltext im Deutschen Textarchiv
- Omasis oder Joseph in Egypten. Historisches Drama nach Pierre Baour de Lormian. Hitzig, Berlin 1808. (Digitalisat)
- Die Tochter Jephtas. Trauerspiel. Cotta, Stuttgart und Tübingen 1820. Uraufführung 1811. (Digitalisat)
- Der Tag der Schlacht oder das Grenzdörfchen. Singspiel, Uraufführung 1813
- Die Macht der Verhältnisse. Trauerspiel, Uraufführung 1815 Digitalisat
- Kämpfe der Zeit. Zwölf Gedichte. Cotta, Stuttgart und Tübingen 1817. (Digitalisat)
- Blind und lahm. Lustspiel, Uraufführung 1819, gedruckt 1823.
- Kassius und Phantasus oder der Paradiesvogel. Eine erz-romantische Komödie mit Musik, Tanz, Schicksal und Verwandlungen, in 3 grossen und 3 kleinen Aufzügen. Nebst einer empfehlenden Vorrede von dem berühmten Hunde des Aubry. Vereinsbuchhandlung, Berlin 1825. Uraufführung 1821. (Digitalisat)
- Festspiel zur Nachfeier der Vermählung des Prinzen Johann von Sachsen mit der Prinzessin Amalia von Bayern. Meinhold, Dresden 1822.
- Omar und Leila. Oper, Uraufführung 1823. (Klavierauszug zum Herunterladen)
- Der erste April. Lustspiel, ungedruckt, 1823
- Es wird zur Hochzeit gebeten oder Die Nichtigen. Lustspiel, Uraufführung 1823, gedruckt 1825 in Jahrbuch deutscher Bühnenspiele, 4. Jahrgang, 2.
- Staberl in höheren Sphären. Posse in drei Aufzügen. Braun, Karlsruhe 1826. (Digitalisat)
- Neue Proberollen. Lustspiel. In: Jahrbuch deutscher Bühnenspiele 1828.
- Zu Goethe's Todtenfeier. Festspiel, 1832
- Der Waldfrevel. Liederspiel in zwei Aufzügen. Gedruckt 1835. (Digitalisat)
- Der Fußfall. Dramatischer Scherz. Bloch, Berlin 1837.
- Ein Schicksalstag in Spanien. In: Jahrbuch deutscher Bühnenspiele 1839. (Digitalisat)
- Der todte Gast. Lustspiel in 2 Aufzügen und einem Vorspiel nach Zschokke. Bloch, Berlin 1850
- Das Geschik, oder Thekla Müller. Lustspiel
- Die Amazonen. Oper
- Karl der Zweite. Schauspiel
- Lebende Wachsfiguren in Krähwinkel. Eine Weihnachts-Ausstellung. Berlin 1825.

### Prosa
- Der Väter Schuld. Eine Geschichte aus den Tagen der Restauration. Kauffmann, Frankfurt a. M. gedruckt 1849.
- Das schwarze Kästchen. Märchen. Vereinsbuchhandlung, Berlin 1850. (Digitalisat)
- Das Töpferhaus. Erzählung, gedruckt 1850
- Die Wahrsagung. Erzählung, gedruckt 1850
- Die Erfindung des Porzellans.Erzählung

### Gedichte
- Ludwig Robert's Gedichte. Hrsg. v. Karl August Varnhagen von Ense. 2 Bände. Hoff, Mannheim, 1838. (Digitalisat Theil 1), (Theil 2)

### Briefe
- Wilhelm Dorow: Denkschriften und Briefe. Bd. 2, 1838, S. 76–84. (Digitalisat)
- Unveröffentlichte Briefe an seine Schwester Rahel Varnhagen. Bulletin des Leo Baeck Institute. N. F. (15) 1976, S. 23–48
- Rahel Levin Varnhagen: Briefwechsel m. Ludwig Robert. Hrsg. v. Consolina Vigliero. C. H. Beck, München 2001, ISBN 3-406-48256-2 Teildigitalisat

## Bekanntes Epigramm
Unterschied
Zu dem Adler sprach die Taube:
Wo das Denken aufhört, da beginnt der Glaube.
Recht, sprach jener, mit dem Unterschied jedoch,
Wo du glaubst, da denk’ ich noch.
Morgenblatt für gebildete Stände. 17. Oktober 1829  S. 995 in der Google-Buchsuche